# Penrhyn

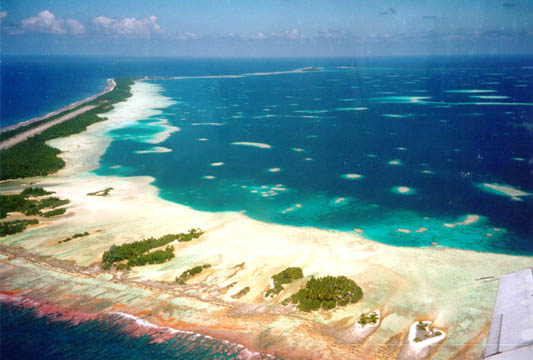
Flygbild på Tongareva

Penrhyn (också kallad Tongareva eller Mangarongaro) är den mest avskilda och största atollen av alla de 15 Cooköarna i Stilla havet. Penrhyn ligger 1 365 km nord-nord-ost om huvudön Rarotonga. Namnet Penrhyn efter "Lady Penrhyn" gavs av kapten William Cropton Lever som satte sin fot på ön den 8 augusti 1788.
Under andra världskriget byggdes det en start- och landningsbana på ön som fortfarande används idag av Air Rarotonga som har flygningar till ön.
En stor passage i lagunen gör det möjligt för fraktfartyg att nå ön.